# Widzenie barwne

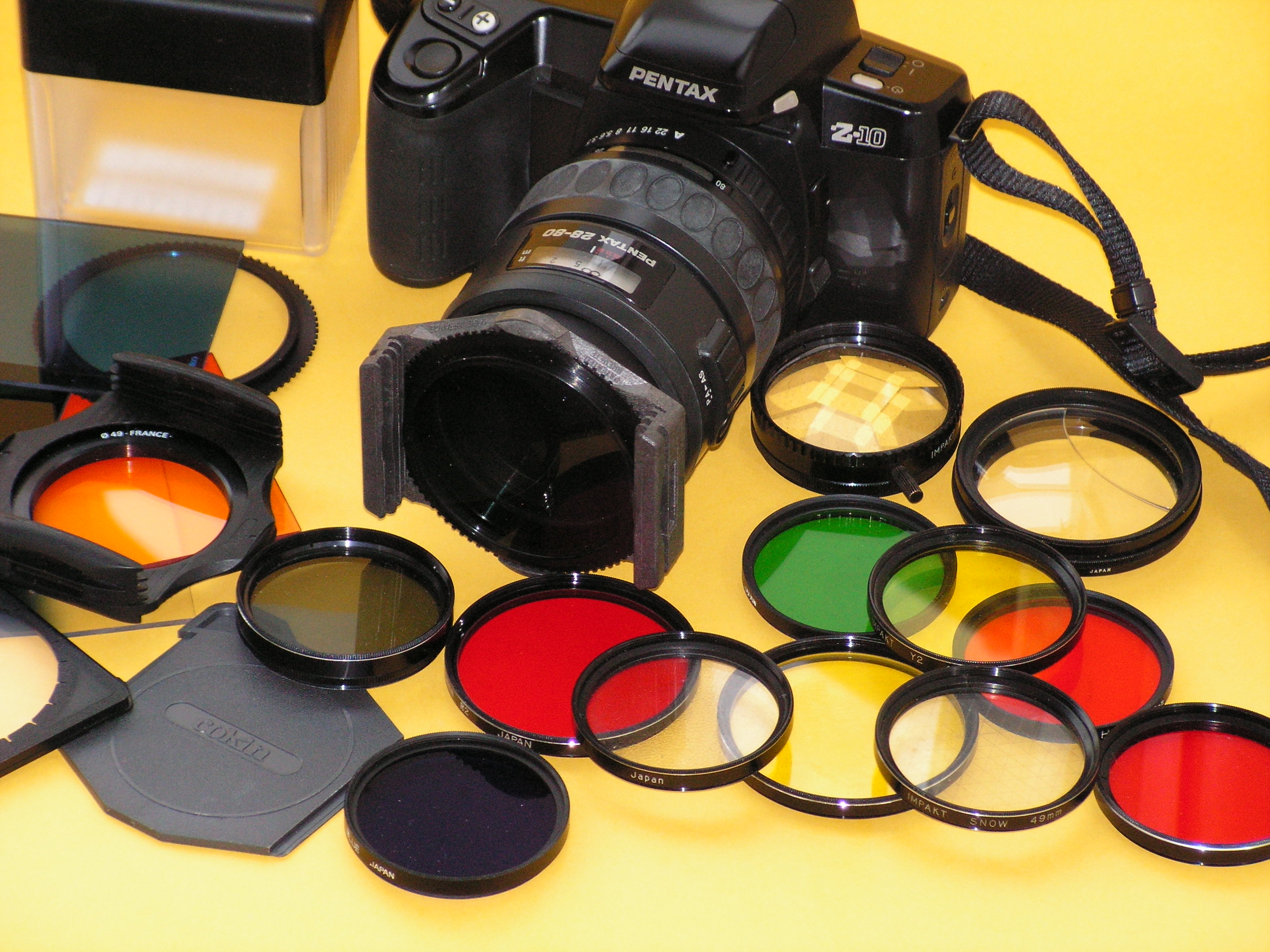
Przezroczyste, zielone i czerwone filtry fotograficzne widziane („postrzegane”) przez cyfrowy aparat fotograficzny

Postrzeganie barw – zdolność organizmu lub maszyny do rozróżniania przedmiotów oparta na wrażliwości na długość fali (lub częstotliwość) światła, które przedmioty te odbijają, emitują lub przepuszczają. Układ nerwowy rejestruje kolor poprzez porównanie odpowiedzi na światło kilku rodzajów czopków w oku. Czopki te są wrażliwe na różne długości światła widzialnego. Dla ludzi zakres światła widzialnego wynosi około 380–740 nm. Zazwyczaj istnieją 3 rodzaje czopków. Zakres widzialności oraz liczba rodzajów czopków różnią się w zależności od gatunku.
Czerwone jabłko wcale nie emituje czerwonego światła. Jabłko pochłania wszystkie fale świetlne o częstotliwości z wyjątkiem światła z pewnych zakresów częstotliwości łącznie postrzeganych przez nas jako kolor czerwony. Jabłko jest postrzegane jako czerwone tylko dlatego, że ludzkie oko potrafi rozróżniać różne długości fal. Zaletą koloru, który jest cechą tworzoną przez mózg, a nie właściwością rzeczy samych w sobie, jest lepsze rozróżnianie powierzchni. W niektórych dichromatycznych substancjach (np. olej z pestek dyni) odcień barwy zależy nie tylko od spektralnych właściwości substancji, ale również od jej stężenia, głębokości lub gęstości.

## Długość fali i detekcja barwy
Isaac Newton odkrył nie tylko, że białe światło dzieli się na swoje kolory składowe, kiedy jest przepuszczane przez pryzmat, ale również, że jeśliby te grupy kolorowego światła przepuścić przez inny pryzmat i złączyć, tworzą one białą wiązkę. Charakterystycznymi kolorami są, od najniższej do najwyższej częstotliwości: czerwony, pomarańczowy, żółty, zielony, turkusowy, niebieski, fioletowy. Wystarczające różnice w częstotliwości dają początek różnicy w postrzeganej barwie; zauważalna różnica w długości fali waha się od ok. 1 nm w niebiesko-zielonej i żółtej długości fali, do 10 nm i więcej w czerwonej i niebieskiej. Chociaż oko może rozróżnić do kilkuset barw, kiedy te czyste spektralne kolory są ze sobą pomieszane lub rozrzedzone białym światłem, liczba rozróżnialnych nasyceń barwy może być dość wysoka.
Przy bardzo małym dostępie światła, widzenie jest skotopowe: światło jest wykrywane przez pręciki siatkówki. Pręciki są najbardziej wrażliwe na długości fal bliskie 500 nm i grają niewielką, jeżeli w ogóle, rolę w widzeniu barwnym. W jaśniejszym świetle, takim jak światło dzienne, widzenie jest fotopowe: światło jest wykrywane przez czopki, które są odpowiedzialne za widzenie barwne. Czopki są wrażliwe na duży zakres długości fal, ale najbardziej na długość fal bliską 555 nm. Pomiędzy tymi zakresami, w grę wchodzi widzenie mezopowe, w którym i pręciki, i czopki wysyłają sygnały do komórek zwojowych siatkówki. Zmiana percepcji barwy w świetle słabym do percepcji w świetle dziennym daje początek różnicom znanym jako zjawisko Purkiniego. 
Wrażenie „bieli” jest tworzone przez całe spektrum światła widzialnego lub przez mieszanie kolorów tylko kilku długości fal, takich jak czerwony, zielony i niebieski lub przez mieszanie par barw dopełniających, takich jak niebieski i żółty.

## Fizjologia percepcji barwy

Znormalizowanie spektra odpowiedzi ludzkich czopków typu S, M, i L na widmową monochromatyczną stymulację, z długościami fal podanymi w nanometrach.

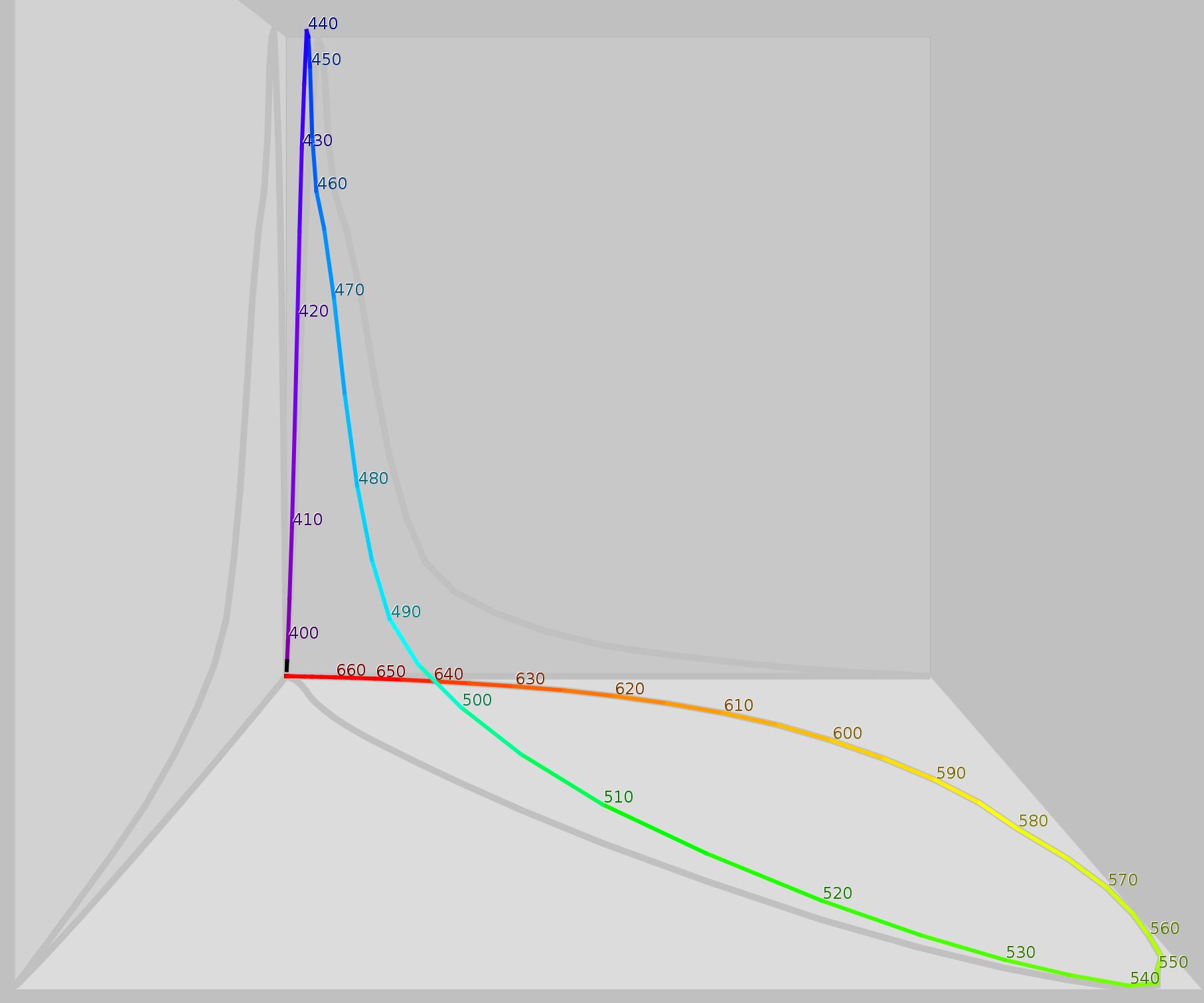
Te same wykresy, co powyżej, zaprezentowane jako pojedyncza krzywa (znormalizowana odpowiedź czopków) w trzech wymiarach

Pojedynczy diagram wrażliwości ludzkiego oka na kolor.

Percepcja barw osiągana jest u ssaków przez receptory barwy zawierające pigmenty o różnej czułości spektralnej. U większości małp wąskonosych (ssaków naczelnych blisko spokrewnionych z ludźmi) występują 3 rodzaje receptorów barwy (znanych jako czopki), z czego wynika trichromatyczne widzenie barwne. Te naczelne, podobnie jak ludzie, znane są jako trichromatycy. Wiele innych naczelnych i innych ssaków jest dichromatykami oraz wiele innych ssaków ma bardzo małe lub zerowe widzenie barwne. Trichromatyczne ssaki są rzadkością, ponieważ większość ssaków posiada w siatkówkach tylko pręciki lub ma siatkówki zdominowane pręcikami.
Zazwyczaj czopki są uporządkowane według długości fal przypadających na piki ich czułości spektralnej: krótkie (S), średnie (M) i długie (L) rodzaje czopków, nazywane czasem czopkami niebieskimi, zielonymi i czerwonymi. Chociaż czopki typu L często utożsamia się z czerwonymi receptorami, mikrospektrofotometria pokazała, że ich pik czułości znajduje się w zielono-żółtym rejonie widma absorpcyjnego. Podobnie czopki typu S i M nie odpowiadają bezpośrednio barwie niebieskiej i barwie zielonej rejonu spektrum, choć często są jako takie obrazowane. Ważne jest by zauważyć, że model przestrzeni barw RGB jest zaledwie dogodnym sposobem przedstawienia kolorów i nie jest bezpośrednio oparty na rodzajach czopków w ludzkim oku.
Odpowiedź ludzkich receptorów koloru różni się nawet pośród osób z ‘normalnym’ widzeniem barwnym; u pozostałych gatunków ta polimorficzna wariacja jest nawet większa i równie dobrze może być cechą adaptacyjną.

### Teorie widzenia barwnego
Dwoma komplementarnymi teoriami na temat widzenia barwnego są teoria trichromatyczna i teoria przetwarzania przeciwstawnego. Teoria trichromatyczna lub teoria Younga-Helmholtza, zaproponowana w XIX w. przez Thomasa Younga i Hermanna von Helmholtza mówi, że trzy rodzaje czopków w siatkówce są preferencyjnie czułe na niebieski, zielony i czerwony. Ewald Hering zaproponował teorię przetwarzania przeciwstawnego w 1872 roku.  Twierdzi w niej, że układ wizualny interpretuje kolor w sposób antagonistyczny: czerwony –  zielony, niebieski – żółty, czarny – biały. Dziś wiemy już, że obie teorie są poprawne, opisują jedynie różne etapy fizjologii widzenia.

### Czopki w ludzkim oku
| Typ czopków | Nazwa | Zakres     | Maksimum długości fali |
| ----------- | ----- | ---------- | ---------------------- |
| S           | β     | 400–500 nm | 420–440 nm             |
| M           | γ     | 450–630 nm | 534–555 nm             |
| L           | ρ     | 500–700 nm | 564–580 nm             |

Zakres długości fal światła pobudza każdy rodzaj receptorów w innym stopniu. Na przykład, żółtawo-zielone światło stymuluje jednakowo silnie czopki typu L i M, natomiast słabo stymuluje czopki typu S. Z drugiej strony, czerwone światło stymuluje czopki typu L dużo silniej niż czopki typu M, praktycznie nie pobudzając czopków typu S; niebiesko-zielone światło stymuluje czopki typu M silniej niż czopki typu L, a czopki typu S jeszcze silniej, jest również najsilniejszym stymulantem dla pręcików; niebieskie światło pobudza czopki typu S dużo silniej niż czerwone lub zielone światło, ale czopki typu L i M dużo słabiej. Mózg łączy w sobie informacje ze wszystkich receptorów, co daje początek różnemu postrzeganiu różnych długości fal światła.
Opsyny (fotopigmenty) obecne w czopkach typu L i M są zakodowane na chromosomie X; ich defektywne zakodowanie prowadzi do dwóch najbardziej powszechnych przypadków ślepoty barw. Gen OPN1LW, który odpowiada za opsynę obecną w czopkach typu L, jest wysoce polimorficzny (ostatnie badania przeprowadzone przez Verrelliego i Tishkoffa zanotowało 85 odmian w grupie 236 mężczyzn). 2%-3% kobiet posiada dodatkowy rodzaj receptora koloru - czwarty rodzaj czopka, który często jest podobny do czopka odpowiadającego za odbiór koloru czerwonego, przez to nie wszystkie kobiety z tą mutacją mają zmienioną percepcję kolorów (widzą tak, jak ludzie posiadający trzy czopki). Dzieje się tak ze względu na to, że kobiety mają inne allele genu kodującego opsynę typu L na każdym chromosomie X. Inaktywacja chromosomu X oznacza, że następuje ekspresja tylko jednej opsyny w każdym czopku, dlatego też niektóre kobiety wykazują stopień widzenia tetrachromatycznego. Wariacje w genie OPN1MW kodującym opsynę, której ekspresja następuje w czopkach typu M, wydają się rzadkie, a zaobserwowane odmiany nie wywierają żadnego efektu na czułość spektralną.

## Inne zwierzęta
Wiele bezkręgowców posiada zdolność widzenia koloru. Pszczoły i trzmiele widzą w trzech barwach, są nieczułe na podczerwień, ale są wrażliwe na ultrafiolet. Motyle Papilio posiadają sześć typów fotoreceptorów i mogą widzieć pentachromatycznie. Najbardziej kompleksowy system widzenia kolorów w królestwie zwierząt można znaleźć u ustonogich z 12 różnymi typami widmowych receptorów działających jak wiele dwubarwnych jednostek.
U kręgowców, takich jak tropikalne ryby i ptaki występują bardziej złożone systemy widzenia kolorów niż u ludzi. Tetrachromatyczność osiągana jest często przez aż cztery rodzaje czopków, w zależności od gatunku. Prawdopodobnie gołębie są pentachromatyczne. Gady i płazy posiadają również cztery typy czopków (czasami nawet pięć), a prawdopodobnie widzą co najmniej taką samą liczbę kolorów co ludzie, a może i więcej. Ponadto, niektóre nocne gekony mają możliwość zobaczyć kolor w słabym świetle.
Podczas ewolucji ssaków niektóre segmenty widzenia kolorów zostały utracone, a następnie przez kilka gatunków naczelnych, odzyskane przez duplikację genu. Łożyskowce ssaki inne niż naczelne (np. psy, koty, zwierzęta gospodarskie) mają zazwyczaj mniej skuteczne dwa receptory (powodujące dwubarwność) - systemy postrzegania kolorów, które wyróżniają niebieski, zielony i żółty, ale nie potrafią odróżnić czerwieni. Widzenie czerwonego jest szczególnie ważne dla ssaków naczelnych, ponieważ potrzebne jest ono do identyfikacji owoców, a także nowo kiełkujących liści, które są bardziej pożywne.
Małpy Starego Świata widzą podobnie do ludzi. Małpy Nowego Świata mogą osiągać wrażliwość na kolor na tym samym poziomie, ale nie zawsze: u większości gatunków, samce są dichromatyczni, a około 60% samic jest trichromatycnych, ale małpy nocne mają czopki tylko monochromatyczne. Ponadto obie płci wyjców są trichromatyczne. Różnice czułości pomiędzy wizjami samców i samic w jednym gatunku są spowodowane obecnością genów żółto-zielono wrażliwych opsyn - białek (które odpowiadają za zdolność do rozróżniania barwy czerwonej) znajdujących się na chromosomie X płciowym. Kilka torbaczy, takich jak Sminthopsis crassicaudata, ma zdolność trójbarwnego widzenia kolorów. Ssaki morskie przystosowane do widzenia w warunkach niedoświetlenia mają tylko jeden typ czopków i, co się z tym wiąże, są monochromatyczne.

## Ewolucja
Bezkręgowce: widzenie kolorów u bezkręgowców wymaga kilku rodzajów opsyn z różnymi maksimami absorbancji. U przodków szczękoczułkowców i Tetraconata występowały co najmniej trzy rodzaje opsyn; obydwie te grupy posiadają dziś zdolność widzenia w kolorach.
Kręgowce: Naukowcy badający geny odpowiedzialne za barwność widzenia (geny opsynowe) od dawna wiedzą, że istnieją cztery fotopigmentowe opsyny u ptaków, gadów i ryb. Oznacza to, że wspólny przodek czworonogów i owodniowców (~ 360 milionów lat temu) miał tetrachromatyczną zdolność widzenia, czyli zdolność do rozróżniania czterech różnych długości fal świetlnych, co dawało mu prawdopodobnie możliwość widzenia w szerokim zakresie kolorów mieszanych. Dziś większość ssaków widzi dwubarwnie. Prawdopodobnie jest to pozostałość po pierwszych przodkach ssaków, które najpewniej były małe, prowadziły nocny tryb życia i zajmowały się ryciem. Były one w stanie rozróżnić fale krótkie i długie, a zatem miały zdolność widzenia dwubarwnego.
Większość naczelnych jednak ponownie wypracowało trójbarwne widzenie kolorów i obecnie są w stanie rozróżnić fioletowy [fale krótkie (SW)], zielony [fale średnie (MW)] i żółto-zielony [fale długie (LW)], przez co są w stanie dostrzec wszystkie odcienie kolorów, w tym czerwone – tak jak ludzie. Przedstawiciele małp Starego Świata są zazwyczaj trójchromatyczni, co oznacza, że zarówno samice i samce posiadają trzy opsyny wrażliwe na SW, MW i LW. Tylko niewielka część małp Nowego Świata jest trichromatyczna.

## Matematyka postrzegania kolorów
Fizyczny kolor jest kombinacją czystych spektrów kolorów (w zakresie widzialnym). Ponieważ w zasadzie istnieje nieskończenie wiele różnych kolorów widma, zbiór wszystkich fizycznych kolorów można traktować jako nieskończenie wymiarowa przestrzeń wektorowa- w rzeczywistości przestrzeń Hilberta. Nazwijmy to przestrzenią Hcolor. Technicznie rzecz biorąc, przestrzeń fizyczna kolorów może być uznana za stożek nad simplex, którego wierzchołkami są widma kolorów, z kolorem białym w środku ciężkości tegoż stożka i czarnym na wierzchołku stożka, a monochromatyczny kolor związany z danym wierzchołkiem gdzieś wzdłuż linii od wierzchołka do wierzchołka w zależności od jego jasności.
Element C w Hcolor jest funkcją z zakresu widzialnego [Wmin,Wmax] - z przedziału liczb rzeczywistych [ W min, W max ]. 
U ludzi postrzegana barwa może być modelowana jako trzy liczby oznaczające obszary na których każdy z 3 rodzajów czopków jest stymulowany. Inaczej: postrzegana barwa może być traktowana jako punkt w 3-wymiarowej przestrzeni euklidesowej. Nazywamy tę przestrzeń R3color.
Pobudzenie falą w każdego z 3 rodzajów komórek stożka jest zależne od każdej z fal. Te zakresy mogą być reprezentowane przez 3 funkcje s(w), m(w), l(w), co odpowiada reakcjiS, M i Lkomórek czopka.
W związku z tym, że wiązka światła może składać się z wielu różnych długości fali, w celu określenia, w jakim stopniu fizyczny kolor C w Hcolor pobudza każdy czopek komórki, musimy obliczyć odpowiednie całki (w odniesieniu do w), w przedziale [Wmin,Wmax], of C(w)•s(w), of C(w)•m(w), and of C(w)•l(w)
Trójkąt wynikający z korelacji poszczególnych fizycznych kolorów C (który jest elementem w Hcolor) dla konkretnego postrzegania koloru co jest równoważne jednemu punktowi w R3color). Połączenie to można łatwo zobaczyć jako liniowe. Można też łatwo zauważyć, że wiele regionów w "fizycznej" przestrzeni Hcolor może powodować widzeniem tego samego koloru w R3color, a więc postrzegana barwa nie jest przypisana do jednego fizycznego koloru.
Tak więc ludzkie postrzeganie kolorów zależy od konkretnej, nieunikalnie mapowanej liniowej nieskończenie wymiarowej przestrzeni Hilberta Hcolor do 3-wymiarowej przestrzeni euklidesowej R3color.
Technicznie, obraz jest (matematycznym) stożkiem nad simplexem, którego wierzchołkami są widma kolorów, przez to odwzorowanie liniowe, jest również (matematycznym) stożkiem w R3color. Poruszanie się bezpośrednio od wierzchołka stożka odpowiada zachowaniu tej samej chromatyczności z równoczesnym zwiększaniem jego intensywności. Przekrój tego stożka (który daje przestrzeń 2D chromatyczności) a zarazem 3D stożka i jego projekcja są zbiorami wypukłymi, więc ich mieszanki oraz kolory dają widziany kolor.

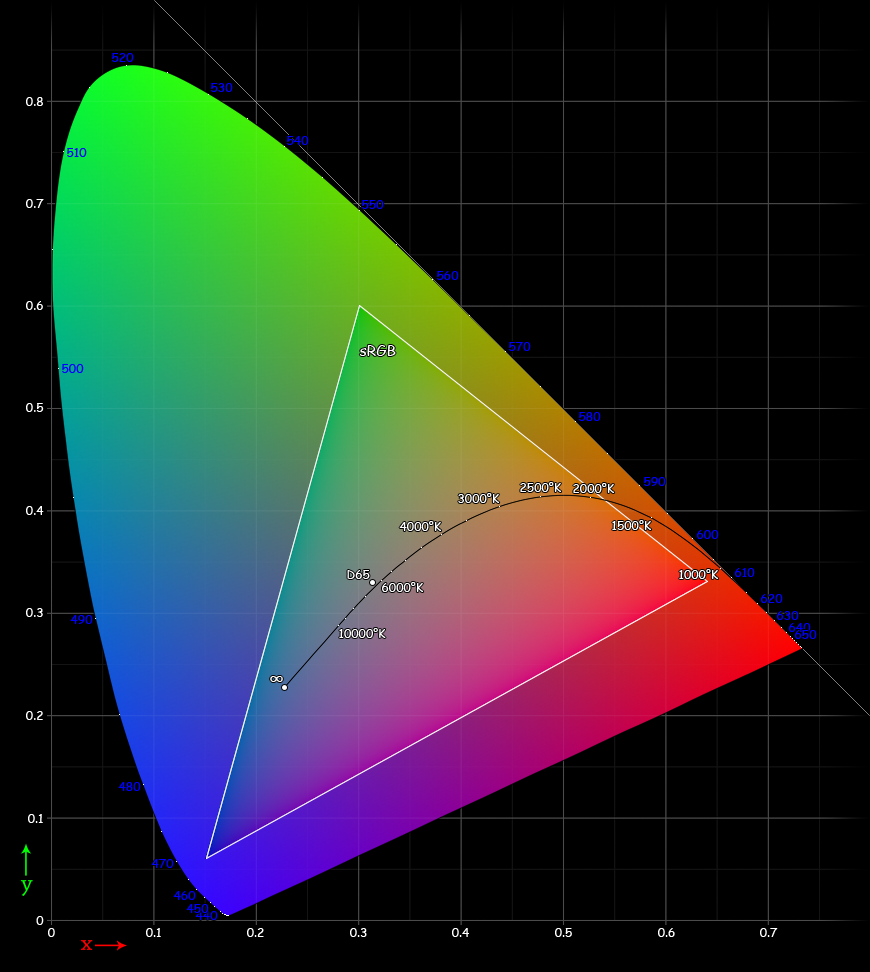
The CIE 1931 xy diagram. Zakrzywiona granica jest położeniem monochromatyczności z długościami fal w nanometrach (niebieskie). Zauważ, że kolory w tym pliku są określone za pomocą skali RGB. Przestrzenie poza trójkątem nie mogą być wytworzone dokładnie, ponieważ są poza gamą skali RGB. Zauważmy również, że przedstawione barwy zależą od urządzenia, na którym strona jest przeglądana (rozdzielczość monitora) i nie musi być dokładnym odzwierciedleniem kolorów na danej pozycji.

W praktyce dość trudno zmierzyć trzy odpowiedzi czopków na różne bodźce fizycznych kolorów.
W związku z tym zazwyczaj do badań używa się trzech konkretnych świateł odniesienia, nazwijmy je: S, M i L. Aby skalibrować je z ludzką percepcją przestrzeni naukowcy pozwolili badanym dostosować kolory do kolorów fizycznych za pomocą obracanego pokrętła (które tworzy określone kombinacje intensywności dla S, M i L światła) aż pożądany kolor zostanie uzyskany. 
W praktyce często co najmniej jeden z elementów (świateł) S, M, i L musiałby zostać dodany do koloru testowego. A połączenie w parę jest kombinacją liniową pozostałych 2 świateł. U różnych osób (bez osób ślepych na kolor) skojarzenia okazały się niemal identyczne.
Dzięki uwzględnieniu wszystkich wyników kombinacji intensywności (IS, IM, IL) jako podzbiorów 3 wymiarowej przestrzeni, wzór ludzkiego postrzegania przestrzeni jest możliwy do uformowania. (Co ważne gdy jeden z S, M, i L był dodawany do koloru testowego, jego natężenie liczone było jako ujemne.) Również w tym przypadku wzór ludzkiego postrzegania okazuje się być (matematycznym) stożkiem, a nie kwadryką. Ponownie, połączenie tego stożka jest planarnym kształtem, który z definicji jest przestrzenią chromatyczności.
Stożek ma dodatkową własność, że podczas poruszania się bezpośrednio od punktu odniesienia zwiększa się proporcjonalnie intensywność S, M, L świateł. Ponadto jego płaski przekrój jest z definicji przestrzenią chromatykuł w szczególności stałe X+Y+Z z przestrzeni kolorów CIE 1931, dają diagram CIE chromatykuł.
Należy tu wspomnieć, że ten system powoduje, że dla każdej barwy lub koloru niespektralnego występuje nieskończenie wiele fizycznych spektrów, które są postrzegane jako ta barwa lub kolor, wyłączając kolory na granicy stożka. Więc, ogólnie rzecz biorąc, nie istnieje pojęcie kombinacji spektrów kolorów, które postrzegamy jako jeden, w zamian za to, istnieje nieskończenie wiele możliwości, dzięki którym powstaje ten sam kolor.
Jedynym wyjątkiem od tej reguły są kolory percepcyjne znajdujące się na "brzegach" stożka, mówiąc inaczej − te chromatykuły, które są na "brzegach" diagramu CIE 1931 zgodnie z rysunkiem. Linie fioletu (łączące końce spektralnych kolorów) mają odzwierciedlenie tylko w jednym fizycznym kolorze w Hcolor i tylko ten kolor może kreować postrzeganie barw.
Diagram chromatyczności CIE jest w kształcie podkowy, z jego zakrzywionymi bokami, które są odzwierciedleniem spektralnych kolorów i pozostałą prostą krawędzią, która odpowiada za najbardziej nasycony fiolet tworzący czerwony.

## Dostosowanie barwne
Obiekt może być oglądany w różnych warunkach. Na przykład może być oświetlany światłem słonecznym, światłem ognia lub ostrym światłem żarówki. We wszystkich tych sytuacjach wzrok ludzki postrzega widziany obiekt w tym samym kolorze: jabłko zawsze wydaje się być czerwone niezależnie od tego czy widziane jest w dzień czy w nocy. Z drugiej jednak strony aparat, który nie ma możliwości dostosowania rejestracji do światła może zaobserwować to samo jabłko w różnych kolorach. Ta cecha systemu widzenia zwana jest dostosowaniem barwnym lub też stałością kolorów; kiedy korekta ta stosowana jest w aparatach, mówi się o balansie bieli.
Dostosowanie barwne jest jednym z aspektów widzenia, które mogą kogoś nabrać na obserwowanie kolorowej iluzji optycznej, takiej jak Szachownica Adelsona.
Chociaż ludzki system widzenia generalnie utrzymuje stałe dostrzegane kolory poszczególnych obiektów w różnych warunkach oświetlenia, istnieją sytuacje kiedy względna jasność dwóch różnych bodźców okazuje się odwrócona przy innym poziomie natężenia oświetlenia. Na przykład jasno żółte płatki kwiatów okażą się ciemne w porównaniu do zielonych liści w przytłumionym świetle, podczas gdy w dzień jest zupełnie inaczej. Zjawisko to jest zwane zjawiskiem Purkiniego, a jego przyczyną jest przesunięcie się czułości piku ludzkiego oka, w kierunku niebieskiego końca spektrum, gdy poziom oświetlenia jest niższy.

### Transformata von Kriesa
Metoda dostosowania von Kriesa jest techniką, którą czasami używa się do przetwarzania obrazu z aparatów. Metoda ta ma na celu poprawienie u ludzi wrażliwości odpowiedzi widmowej czopków tak, aby utrzymać na stałym poziomie dopasowanie w odniesieniu do białości. Pomysł Johannesa von Kriesa na polepszenie adaptacyjności czopków początkowo na trzech rodzajach czopków zastosował po raz pierwszy Herbert E. Ives do rozwiązania problemu stałości kolorów. Metoda ta zwana jest tam często przekształceniem Ives’a lub dostosowaniem von Kries’a–Ives’a.
Reguła współczynników von Kries’a polega na założeniu, że stałość kolorów jest osiągana poprzez indywidualne dostosowanie odpowiedzi wzmocnienia dla trzech rodzajów czopków. Wzmocnienia te, zależne są od kontekstu sensorycznego, czyli historii koloru oraz otoczenia. Zatem, odpowiedź czopka {\displaystyle c'} z dwóch źródeł światła może być dopasowana poprzez odpowiednie dobranie przekątnej macierzy D1 i D2:
{\displaystyle c'=D_{1}\,S^{T}\,f_{1}=D_{2}\,S^{T}\,f_{2}}
gdzie {\displaystyle S} jest macierzą wrażliwości czopków, a {\displaystyle f} jest widmem bodźca warunkującego. Prowadzi to do przekształcenia von Kries’a dla barwnego dostosowania w przestrzeni kolorów LMS (odpowiedzi długo-, średnio-, i krótkofalowej przestrzeni reagującej czopka):
{\displaystyle D=D_{1}^{-1}D_{2}={\begin{bmatrix}L_{2}/L_{1}&0&0\\0&M_{2}/M_{1}&0\\0&0&S_{2}/S_{1}\end{bmatrix}}}
Macierz diagonalna D mapuje odpowiedź czopków lub kolory w jednym stanie dostosowania do odpowiadających im kolorów w innym stanie; kiedy zakłada się, że stan dostosowania jest zdeterminowany przez oświetlenie, macierz ta użyteczna jest jako przekształcenie dostosowania oświetlenia. Elementy macierzy diagonalnej D są współczynnikami odpowiedzi czopków dla punktu bieli oświetlenia.
Bardziej kompletne przekształcenie von Kries’a, dla kolorów przedstawionych w przestrzeni kolorów XYZ czy RGB, zawiera macierz przekształceń do i z przestrzeni LMS z macierzą D w środku.